# Schlacht am Stoss
Vögelinsegg – Rotmonten – Stoss – Bregenz – Herisau
Die Schlacht am Stoss war eine militärische Auseinandersetzung zwischen Appenzell und Habsburg während der Appenzellerkriege. Sie fand am 17. Juni 1405 am Stoss, zwischen Altstätten und Gais im heutigen Kanton Appenzell Ausserrhoden statt.

## Vorgeschichte
Der direkte Auslöser für die Schlacht war die Belagerung von Altstätten durch die Appenzeller. Appenzell lag mit dem Abt des Klosters St. Gallen Kuno von Stoffeln (1379–1411) schon seit längerem im Streit, der in der Schlacht bei Vögelinsegg 1403 gipfelte. Da sich die mit dem Abt verbündeten Bodenseestädte nach dieser Schlacht vom Konflikt zurückzogen, suchte der Abt die Annäherung an Herzog Leopold IV. von Österreich, den Sohn von Leopold III., der in der Schlacht bei Sempach 1386 gefallen war.
Leopold IV. hatte ein Interesse daran, eine Verbindung der habsburgischen Herrschaftsgebiete in Vorarlberg und im Thurgau zu errichten. Durch seine Einmischung in den Konflikt schied das Land Schwyz, das seit anfangs 1403 mit Appenzell in einem Bündnis stand, aus dem Konflikt aus, weil die Eidgenossenschaft 1394 einen zwanzigjährigen Frieden mit dem Haus Habsburg geschlossen hatte. Die Appenzeller blieben aber im Schwyzer Landrecht. Leopold IV. versuchte sogar, die Eidgenossen für seinen Feldzug gegen die Appenzeller zu gewinnen, diese lehnten das jedoch ab, da sich die Grenzen des alten Erzfeindes Habsburg bei einem Erfolg wieder in Richtung der Eidgenossenschaft verschoben hätten. Dafür verbündete sich die Stadt St. Gallen erneut mit Appenzell, um sich vom Kloster St. Gallen loszulösen.
Leopold IV. beauftragte seinen jüngeren Bruder Friedrich IV., den Regenten der habsburgischen Besitzungen in Vorderösterreich, mit einem Feldzug gegen die Appenzeller. Dieser bot in Vorderösterreich eine starke ritterliche Streitmacht und sammelte sie in Arbon und Rheineck. Sie bestand vor allem aus Angehörigen des schwäbischen Adels sowie Kontingenten der habsburgischen Landstädte sowie den verbündeten Reichsstädten. Organisatorischer Mittelpunkt war die habsburgische Stadt Schaffhausen, wichtigster städtischer Verbündeter des Herzogs wurde die Stadt Konstanz.
Die Appenzeller gingen aber noch vor dem Abschluss der Vorbereitungen Friedrichs IV. Mitte Juni 1405 in die Offensive und stiessen mit Verstärkung aus der Stadt St. Gallen ins Rheintal vor, wo sie die Stadt Altstätten belagerten. Aus diesem Grund teilte Friedrich seine Streitmacht, um durch einen Angriff über St. Gallen bzw. Altstätten das Land Appenzell in die Zange zu nehmen. Von Arbon aus wandte sich das zahlenmässig stärkere Heer mit dem Landvogt Johann von Lupfen gegen die Stadt St. Gallen und verwüstete alles Land. Eine Belagerung St. Gallens war ohne Belagerungsgeräte aussichtslos, weshalb sich Friedrich dazu gezwungen sah, drohend vor der Stadt zu verharren, um wenigstens die St. Galler Truppen am Ort zu binden. Am 17. Juni zog sich das herzogliche Heer wieder zurück und erlitt durch einen Überfall der Stadt St. Gallen am Hauptlisberg im Gefecht bei Rotmonten grosse Verluste. Der andere Teil des Heeres zog ins Rheintal, um Altstätten zu entsetzen. Beim Herannahen der österreichischen Verbände zogen sich die Belagerer jedoch am 16. Juni auf den Pass am Stoss in Richtung Appenzell zurück, die St. Galler kehrten in die Stadt zurück. Altstätten fiel dadurch ohne Kampf in die Hand der Truppen Friedrichs IV.
Am 17. Juni zog die habsburgische Streitmacht an einem regnerisch-kalten Tag weiter, um den Appenzellern nachzusetzen. Die Armee bestand angeblich aus 4000 Mann, darunter neben zahlreichen Rittern mit ihrem Gefolge grosse Kontingente der Städte Winterthur, Konstanz und Feldkirch.

## Verlauf
Wie bei Vögelinsegg legten die Appenzeller ihre Verteidigung hinter die unverteidigte Letzi, die einige hundert Meter unterhalb der Passhöhe den Zugang sperrte. Die etwa 400 Appenzeller Bergleute liessen rund 1200 Mann durch die Letzi vordringen und überraschten den bereits durch den langen Aufstieg ermüdeten Gegner oberhalb der Grenzschanze. Sie liessen zuerst Felsblöcke den Hang hinunterrollen und warfen sich dann mit ihren Hellebarden von der Höhe herab in Keilformation auf die Gegner, gemäss dem Konzept der Eidgenossen in der Schlacht am Morgarten. Die habsburgischen Bogenschützen konnten wegen des nassen Wetters ihre Waffen nicht benützen, da sich die Bogensehnen nicht spannen liessen. Die schwer gepanzerten Kämpfer fanden im nassen Terrain keinen Halt und konnten der Wucht des Angriffs nicht standhalten. Dem Zusammenprall folgte deshalb nur ein kurzer Kampf, nach dem das habsburgische Heer in zügelloser Flucht talwärts strömte. Der enge Durchgang durch die Letzi wurde dabei zahlreichen habsburgischen Kämpfern zum Verhängnis, hier sollen am meisten Kämpfer durch das Gedränge und die Hellebarden der Appenzeller gestorben sein.
Obwohl die Österreicher den Appenzellern zahlenmässig um das Dreifache überlegen waren, liessen sie rund 330 Tote auf dem Schlachtfeld zurück, darunter allein aus der Stadt Winterthur 95, aus Feldkirch 80. Die Appenzeller verloren rund 20 Männer, erbeuteten aber 170 Panzerrüstungen und die Banner der Städte Winterthur, Feldkirch und Schlandersberg. Auch gefallen war Laurenz von Sal, Schultheiss von Winterthur und Anführer der Winterthurer Truppen, der zuvor im Konflikt zwischen dem Abt und Appenzell eine wichtige Vermittlerrolle gespielt hatte.

## Folgen
Das Ergebnis der Schlacht war eine weitgehende Entmutigung vor allem des Herzogs Friedrich und seiner Helfer, dann aber ein beträchtlicher Aufstieg der Appenzeller Expansion. Rasch nach der Schlacht griffen die Appenzeller über den Rhein. Drei Monate nach der Schlacht am Stoss schloss sich ihnen die Stadt Feldkirch an, die Schattenburg wurde gemeinsam von Appenzellern und Feldkircher Bürgern belagert und erobert. Bludenz folgte, und es entstand unter der Führung von Appenzell und St. Gallen der sogenannte Bund ob dem See. Die Stadt Altstätten sowie andere Gemeinden wurden in den Bund aufgenommen, den diese gern annahmen, um vor der Feindschaft der immer mehr gefürchteten Bergbauern sicher zu sein. Es folgten die Bauern im Walgau und im Montafon, die Leute von Bludenz, Rankweil, Lustenau und viele andere. Feldkirch sollte östlich des Rheins die Führung des Bundes haben.
Sargans, das Widerstand leistete, wurde zerstört. Auch das Gebiet am Walensee, die March, wurde von den Appenzellern erobert und den Schwyzern geschenkt. Ebenso wurde der Thurgau verwüstet, der Besitz des Adels geplündert. 64 Burgen fielen in die Hand der Appenzeller, 30 davon wurden zerstört. Eine Schar von Appenzellern zog bis über den Arlberg, und es folgte die Belagerung und Einnahme von Wil, bei der der Abt Kuno von Stoffeln in Gefangenschaft geriet. Er wurde unter vielen Schmähungen in sein Kloster zurückgeführt. Daraufhin verzichtete er auf alle Rechte gegenüber den Appenzellern und versprach, ihrem allgemeinen Bundestag zu gehorchen.
Weiter folgte die Eroberung von Bischofszell sowie ein misslungener Eroberungsversuch von Frauenfeld. In den zwei Jahren nach der Schlacht wurde der Bund immer mehr erweitert.
Dem Grafen Rudolf von Werdenberg, ihrem Verbündeten, gewannen sie seine Herrschaft zurück, die Burg Werdenberg selbst blieb jedoch in habsburgischer Hand, und Graf Rudolf, der an dem Sieg von Stoss mitbeteiligt war, blieb schliesslich nur die Burg Zwingenstein. Aus Ärger darüber überwarf er sich mit den Appenzellern 1407 und schickte ihnen einen Fehdebrief.

## Legende
Dieser zweite grosse Sieg des Appenzellerkrieges wird heute noch jährlich mit einer Wallfahrt zur Schlachtkapelle gefeiert. In Verbindung mit der Schlacht am Stoss steht der Bericht über den mythischen Appenzeller Helden Ueli Rotach. Er sei in einem Hause allein von einer österreichischen Schar angegriffen worden, habe sich tapfer gewehrt und einige Gegner getötet. Schliesslich sei das Haus in Brand gesetzt worden, und er sei «unbesiegt» in den Flammen umgekommen.

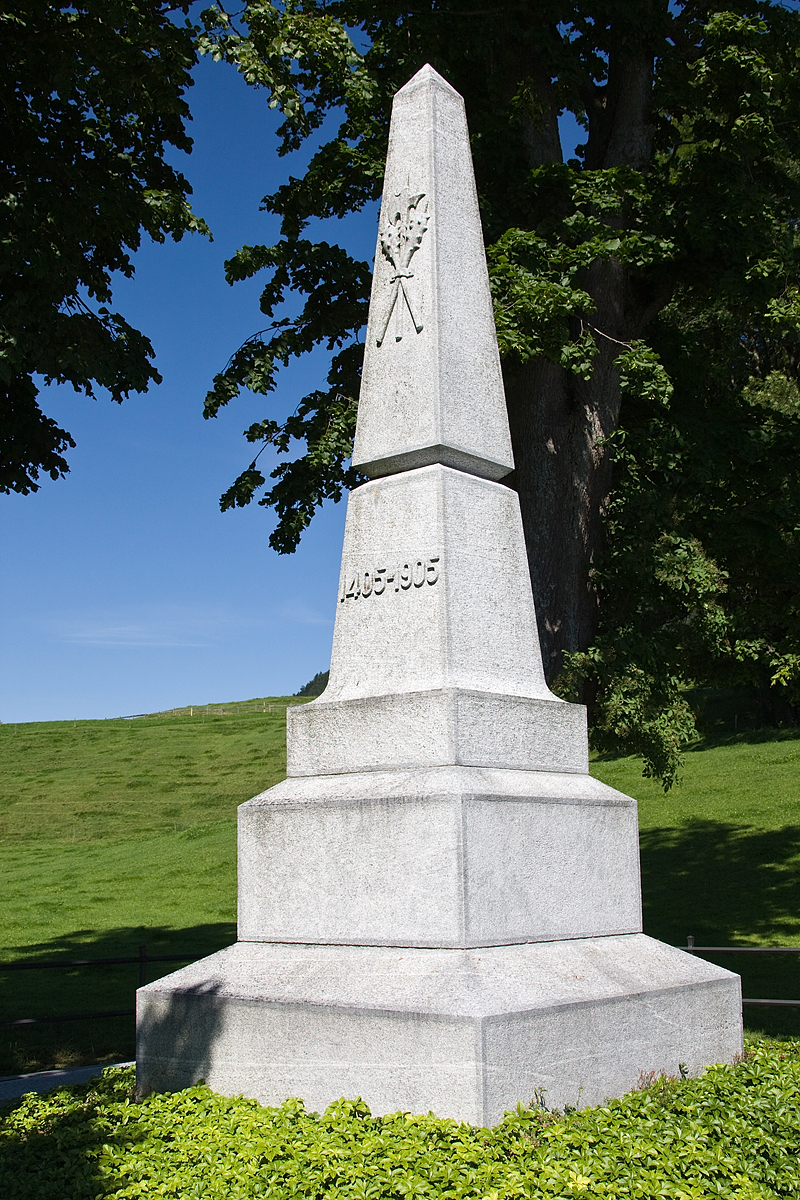
Schlacht-Denkmal
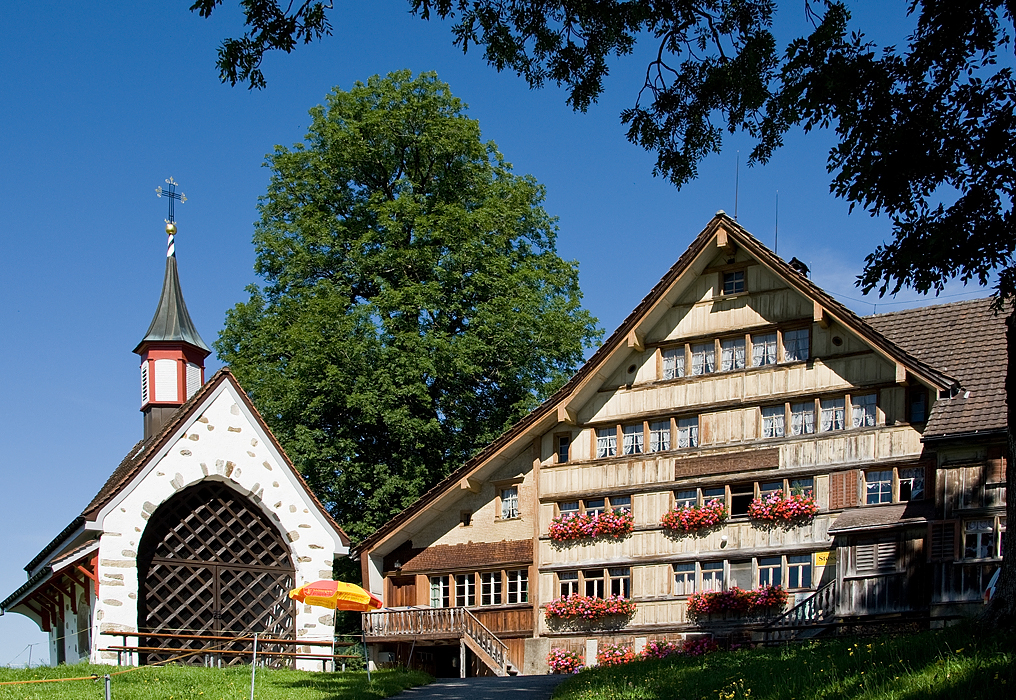
Schlacht-Kapelle und Gasthaus